# Éditions B42
Pour les articles homonymes, voir B42.
 (janvier 2021).
Si vous disposez d'ouvrages ou d'articles de référence ou si vous connaissez des sites web de qualité traitant du thème abordé ici, merci de compléter l'article en donnant les références utiles à sa vérifiabilité et en les liant à la section « Notes et références ».
Les Éditions B42, éditeur français basé à Montreuil, publient des ouvrages principalement consacrés au design graphique et à la typographie.

## Présentation
Les éditions B42 sont fondées le 15 avril 2008 par le designer graphique Alexandre Dimos, du studio deValence,. Elles sont situées à Montreuil. Ses publications sont centrées sur le design graphique et la typographie, avec notamment des textes de designers et d'artistes. La maison publie aussi des ouvrages sur les cultures populaires et la création contemporaine.
Le nom de la maison d'édition fait directement référence à un des premiers incunables imprimé par Gutenberg, qui est le premier livre imprimé en Europe à l'aide de caractères mobiles : dans les publications spécialisées, cet ouvrage de référence, composé sur 42 lignes, voit son nom souvent réduit à un simple « B42 ».[réf. nécessaire]
B42 publie la revue annuelle de design graphique et de typographie Back Cover, ainsi que la revue Back office consacrée au design graphique et aux pratiques numériques.[réf. nécessaire]

## Quelques ouvrages
- Raphaël Zarka, Une Journée sans vague : chronologie lacunaire du skateboard, 2009.
- Jost Hochuli, Le détail en typographie, traduit de l'allemand par Victor Guégan, 2010.
- Robin Kinross, La typographie moderne : un essai d'histoire critique, traduction française de Amarante Szidon, 2012.
- Catherine de Smet, Pour une critique du design graphique : 18 essais, 2012.
- Didier Semin, Jean-Pierre Criqui, Guillaume Désanges & Christophe Gallois, Raphaël Zarka, monographie, 2012.
- Marie Neurath et Robin Kinross, Le transformateur : principes de création de diagrammes isotype, 2013.
- Fred Smeijers, Les contrepoinçons, 2014.
- Hans-Rudolf Bosshard, Max Bill, Jan Tschichold : la querelle typographique des modernes, 2014.
- Otl Aicher, Le monde comme projet, 2015[4].
- Jost Hochuli, L'abécédaire d'un typographe, traduit de l'allemand par Victor Guégan, 2015.
- Bumpei Yorifuji, Devenir un expert du Rakugaki, développer son imagination par le dessin, traduit du japonais par Anne-Sophie Lenoir, 2016.
- Aaron Swartz, Celui qui pourrait changer le monde, traduit de l'anglais par Marie-Mathilde Bortolotti et Amarante Szidon, 2017[5].
- Gilles Rouffineau, Éditions off-line, 2018.
- Bumpei Yorifuji, La vie merveilleuse des éléments, traduit du japonais par Anne-Sophie Lenoir, 2018.
- Gilles Rouffineau, Éditions off-line, 2018.
- Norman Potter, Qu'est-ce qu'un designer : Objets. Lieux. Messages, Traduit de l’anglais par Gilles Rouffineau et Damien Suboticki, 2018
- Lieux Infinis, sous la direction d'Encore Heureux, 2018
- Otto Neurath, Des hiéroglyphiques à l'Isotype : une autobiographie visuelle, traduit de l'anglais par Damien Suboticki, 2018.
- Michael Taussig, Mon musée de la cocaïne, Traduit de l’anglais par Julia Burtin Zortea, 2018.
- Sarah Schulman, La gentrification des esprits, Traduit de l’anglais par Émilie Notéris, 2018.
- Bunpei Yorifuji, Au cœur du caca, traduit du japonais par Patrick Honnoré, 2018.
- Paul Cox, Jeu de construction, 2018.
- Martin Szekely, Intérieurs. Les années 1980-1990, tome IV, 2019.
- Martin Szekely, Villa Greystones, tome V, 2019.